# Стан Большой Рог

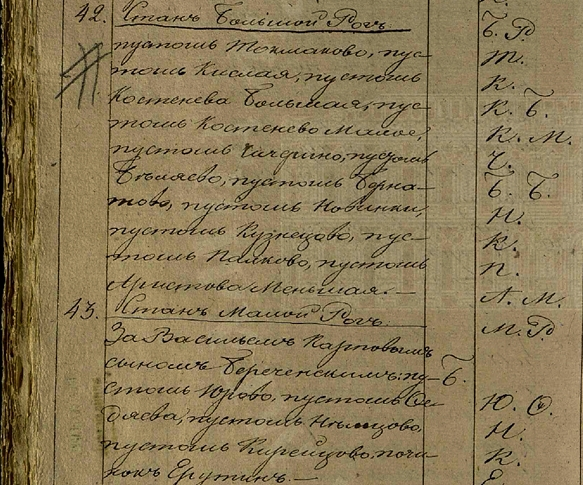
Стан Большой Рог и стан Малый Рог. Реестр списка с писцовых книг князя Василия
Кропоткина с 1637 по 1648 год.

Стан Большой Рог — историческая административно-территориальная единица Владимирского уезда Замосковного края Московского царства.
Был расположен в северо-западном краю уезда по Юрьевскому и Переяславскому рубежам, среднему течению реки Пекши, в пределах позже образованного на этой территории Покровского уезда. Происхождение названия неясно.
Основными единицами территориального деления древней Руси были волости и станы. В XVII веке эти два понятия были очень часто синонимическими, их историческое происхождение, а следовательно, и первоначальное значение были совершенно различны. Наиболее древним из двух была волость. Волость в это время представляла известных размеров сельский округ, внешним образом объединявшийся общими выборными должностными лицами, носившими название старост, сотских и т.п. На основании доступных письменных источников непонятно какая территория относилась к стану Сенег, а какая к Сенежской волости.

«C постепенным развитием административной деятельности общинное волостное деление стало мало-помалу заменяться административным. Стан, очевидно, принадлежал к последней категории. Станы древних русских князей и становища, то есть бывшие места их стоянки, упоминаются на первых страницах наших летописей. Уже в это время население стекалось сюда, вероятно, для выдачи князьям разных даней, кормов, поклонов и даров или для суда. То же видим мы и впоследствии, ибо станом в уставных грамотах XV и XVI вв. называется место стоянки тиуна или доводчика, где сосредоточиваются кормы и производится суд. Так как на уезд приходилось по нескольку таких лиц, то и станов устраивалось соразмерное количество, а отсюда округов, тянувших судом и данью к такому стану и получивших также наименование станов, приходилось по нескольку на уезд.»— Лаппо-Данилевский А. С., 1890 г.

## Населённые пункты в XVI—XVIII веках
- Село Короваево (на реке Текше) с церковью Успения Пресвятой Богородицы. Старинная вотчина стольника Дмитрия Фёдоровича Кузмина, позже вотчина его жены Ографены и дочери Марьи. Ещё позже — стольников Фёдора Андреевича и Степана Ивановича Кузьминых-Короваевых. В 1710 году вотчина Ильи Андреевича Кузьмина-Короваева[5].
- Вотчина Фёдора Прокофьева жены Зиновьевич, передана ею Симонову монастырю. Село Петряевское, деревня Микулкино, селище Ефаново, селище Духаново, селище Голенево (на реке Липне), селище Муравьево (на реке Липне), селище Розцыно (на реке Пашке), деревня Зиновьевское (на реке Малая Липка)[5].
- Село Осташково (Кудрявцово тож). В селе церковь Николая Чудотворца. Поместье Василия Коробова, позже отказано Фёдору Васильевичу, Илье Васильевичу, Нестеру Васильевичу и Кузьме Григорьевичу Коробовым[5].
- Село Кудрявцево значится в поместьях Михаила Никитича Тютчева, Петра Борисовича Колачева, Алексея Михайловича Новокщенова, Никиты Фёдоровича Коробова и Якова Васильевича Прончищева[5].